# Ghana International 2025
Die Ghana International 2025 als offene internationale Meisterschaft von Ghana im Badminton fanden vom 13. bis zum 17. August 2025 in Accra statt.

## Sieger und Platzierte
| Disziplin    | Gold                                            | Silber                                 | Bronze                                 |
| ------------ | ----------------------------------------------- | -------------------------------------- | -------------------------------------- |
| Herreneinzel | Prahdiska Bagas Shujiwo                         | Shun Saito                             | Muhamad Yusuf                          |
| Herreneinzel | Prahdiska Bagas Shujiwo                         | Shun Saito                             | Akira Hanada                           |
| Dameneinzel  | Thalita Ramadhani Wiryawan                      | Aalisha Naik                           | Dounia Pelupessy                       |
| Dameneinzel  | Thalita Ramadhani Wiryawan                      | Aalisha Naik                           | Dalila Aghnia Puteri                   |
| Herrendoppel | Anselmus Breagit Fredy Prasetya Pulung Ramadhan | Abinash Mohanty Ayush Pattanayak       | Suraj Goala Dhruv Rawat                |
| Herrendoppel | Anselmus Breagit Fredy Prasetya Pulung Ramadhan | Abinash Mohanty Ayush Pattanayak       | Dmitriy Panarin Makhsut Tajibullayev   |
| Damendoppel  | Isyana Syahira Meida Rinjani Kwinnara Nastine   | Nabila Cahya Permata Ayu Nahya Muhyifa | Husina Kobugabe Gladys Mbabazi         |
| Damendoppel  | Isyana Syahira Meida Rinjani Kwinnara Nastine   | Nabila Cahya Permata Ayu Nahya Muhyifa | Moslena Ama Korama Adu Rachael Quarcoo |
| Mixed        | Bimo Prasetyo Arlya Nabila Thesya Munggaran     | M. Nawaf Khoiriyansyah Nahya Muhyifa   | Dhruv Rawat Maneesha Kukkapalli        |
| Mixed        | Bimo Prasetyo Arlya Nabila Thesya Munggaran     | M. Nawaf Khoiriyansyah Nahya Muhyifa   | Nicky Yemin Aung Sirapat Tepnarong     |